# 飛天小女警大電影
《飛天小女警電影公開版》（英語：The Powerpuff Girls Movie，或稱The Powerpuff Girls、The Powerpuff Girls: The Movie）是一部動畫電影，題材取自卡通頻道製作的動畫影集《飛天小女警》，劇情內容相當於《飛天小女警》的前傳，交代了她們從誕生直到開始保衛小鎮村之間的過程。中国方面，本节目曾经在中国中央电视台电影频道播映，现在由爱奇艺在网络平台独播。

## 故事大綱
小鎮村是一個滿是犯罪的城市，居民們生活得提心吊膽。有一天，尤教授從超級市場買了糖、香料和各種美好的東西，原本打算做出世上最完美的小女孩，卻被他的助手—一隻愛搗蛋的猴子啾啾推了一把，不小心打破了裝有化學物X的容器，化學物X就這樣加進了完美小女孩的成分之中，引起一陣爆炸。
爆炸過後，尤教授張開眼睛時驚訝的看見三個擁有大眼睛的可愛小女孩在他面前，還很有禮貌的向他打招呼。分別替她們取了名字：花花（Blossom，因為她很有禮貌，同時也因為她們是突然出現在他眼前的）、泡泡（Bubbles，因為她咯咯的笑，又十分可愛）和毛毛（Buttercup，因為同樣是「B」開頭，這個理由讓她相當不滿）之後，尤教授突然想起既然他當爸爸了，今天就是他的三個女兒的生日，於是連忙趕去城裡買禮物。他興高采烈的回到家時，不慎在樓梯上摔了一跤，當他被花花安全的接住，並看見她和泡泡以及毛毛都飄浮在空中時，他才知道他的女兒們並不是普通人，至於被爆炸衝擊影響而導致腦部突變的啾啾因為她們的出現而黯然離開。
第二天，尤教授的女兒們亦為她們的新家和房間而特別利用自己的超能力將屋子大肆裝修。後來再過一天後尤教授把她們送到小橡樹幼稚園就讀，起初一切都很正常，但是在玩追逐遊戲時她們開始無意識的施展出超能力，最後演變成穿越整個城市的追逐戰，造成相當嚴重的破壞，以致於第二天早上她們去上學時，所有的同學都對她們投以憎恨的眼神。最糟的還不僅於此，她們走在街上時發現整個城市的人都討厭她們，這讓她們感到非常難過，尤教授更因此被警察帶走問話。
決定不使用超能力走路回家的她們遇上了啾啾，啾啾告訴她們自己想要製造一部機器來改善城市居民的生活，並請她們幫助他。想為小鎮村居民做些補償的花花、泡泡和毛毛答應了，她們協助啾啾造出了一座位於市中心公園的火山口上的基地，卻始終不知道這座基地真正的用途。後來啾啾以犒賞花花、泡泡和毛毛的名義而特別請她們到動物園遊玩，實際上啾啾是趁機為所有動物園內的猿猴以拍攝方式安裝了傳送器，並在晚上把這些猿猴全數傳送到基地進行突變改造工程，並準備在第二天利用牠們進行攻擊。
當她們滿懷期待的帶尤教授去看成果時，卻發現啾啾不但創造出一大群突變猿猴向人類攻擊，同時也自稱為魔人啾啾，她們始知被魔人啾啾利用了。她們嘗試著向尤教授解釋這全是一場誤會，尤教授卻垂下頭表示無法信任她們，又驚訝又傷心的她們大喊著「不——！！！！」並且飛離了地球。在此同時，各種突變猿猴們持續襲擊著人類，但是這群猿猴因為突變而擁有極強大的智慧，並利用各自開發的武器和戰略爭奪猿猴王的位子，最後魔人啾啾大喊牠們後再次向眾猿猴表示自己是真正的王，並要求所有人和他創造的猿猴們必須服從他。而身處遙遠太空的花花、泡泡和毛毛雖然聽見了人們驚慌的叫喊聲，卻不知道該怎麼做，直到魔人啾啾扼住尤教授的咽喉——
她們大喊著尤教授的名字以光速衝向市政廳，並在中途意外發現她們的超能力能夠拯救人們。後來毛毛受夠了猿猴們的攻擊而憤怒的打敗了其中1隻猿猴，她們發現如果要阻止這次混亂繼續惡化的方法就是打敗這些猿猴，最後所有猿猴都被她們三人全數打敗，但她們發現魔人啾啾已經把尤教授擄走到基地。魔人啾啾利用化學物X的神奇功效讓自己巨大化且變得兇猛無比，花花、泡泡和毛毛還是靠著她們的神奇力量打敗了他，並成功救出帶來了化學物X解藥的尤教授，而且因為化學物X解藥的效力而讓魔人啾啾變回原狀，甚至衰弱起來。三人就在準備服下地上的化學物X解藥以化掉她們擁有的超能力的一刻小鎮村的居民們也終於發現她們的好並阻止她們，市長亦代表所有居民拜託她們擔任這座城市的守護者，就這樣，飛天小女警的故事開始了。

## 出場角色與配音
| 角色            | 角色                            | 配音            | 配音   | 配音      |
| 中文            | 英文                            | 美國            | 台灣   | 香港      |
| --------------- | ------------------------------- | --------------- | ------ | --------- |
| 花花            | Blossom                         | 凱薩琳·卡瓦迪妮 | 陳慧琳 | 陳慧琳    |
| 泡泡            | Bubbles                         | 泰拉·史壯       | 黃嘉千 | 芝See菇Bi |
| 毛毛            | Buttercup                       | E.G.·黛莉       | 陶晶瑩 | 何超儀    |
| 魔人啾啾        | Mojo Jojo                       | 羅傑·L·傑克森   | 于正昇 |           |
| 尤教授          | Professor Utonium               | 湯姆·凱恩       | 孫德成 |           |
| 基妮小姐        | Ms. Keane                       | 珍妮佛·赫爾     | 楊凱凱 |           |
| 市長            | The Mayor                       | 湯姆·肯尼       | 孫中台 |           |
| 貝倫小姐        | Ms. Sara Bellum                 | 珍妮佛·馬汀（Jennifer Martin） | 許淑嬪 |           |
| 旁白            | Narrator                        | 湯姆·肯尼       | 魏伯勤 |           |
| 壞死幫派 王牌   | The Gangreen Gang Ace           | 傑夫·班柰特     |        |           |
| 壞死幫派 大蛇   | The Gangreen Gang Snake         | 湯姆·肯尼       |        |           |
| 壞死幫派 古拉柏 | The Gangreen Gang Grubber       | 傑夫·班柰特     |        |           |
| 壞死幫派 大比利 | The Gangreen Gang Big Billy     | 傑夫·班柰特     |        |           |
| 壞死幫派 阿度洛 | The Gangreen Gang Little Arturo | 湯姆·肯尼       |        |           |

（更詳細的人物介紹請參照條目《飛天小女警》）

## 影音產品
- 台版三區DVD由巨圖科技股份有限公司代理，內容如下：
  - 五國發音：英、中、粵、泰、韓語
  - 兩國字幕：韓、印尼文（無中文字幕）
  - 主要角色訪談
  - 幕後花絮：故事、配音與配樂
  - 電影預告
  - 特別收錄：德克斯特的實驗室——「雞痘痘大作戰」短片